# Xochitl Gomez
Xochitl Gomez-Deines (Canadá, 29 de abril de 2006) é uma atriz canadense mais conhecida pelo papel de Dawn Schafer na série The Baby-Sitters Club, da Netflix e por America Chavez do filme Doctor Strange in the Multiverse of Madness, do Universo Cinematográfico Marvel.

## Biografia
Nascida no Canadá, filha de descendentes de mexicanos, Gomez mudou-se para a Califórnia ainda jovem. Ela atualmente mora em Echo Park, Los Angeles, Califórnia.

## Carreira
Começou a atuar aos 5 anos no teatro musical para que pudesse se envolver em uma atividade produtiva. Ela começou sua carreira de atriz no filme Interwoven (2016). Em 2017, ela apareceu nos curtas G.I. Jose, Light as a Feather, Jack, e na série Evil Things. Em 2018, participou da série Matty Paz Is a Noob e nos curtas By River's Edge, The Wetback, Cazadora, Silence of Others, Mia, Boob Sweat, e The Letter.
Em 2019, ela apareceu na série You're the Worst, no filme Shadow Wolves, na série da Netflix Gentefied, e no filme Roped. Ela também apareceu em dois episódios do programa Raven's Home do Disney Channel.
Em 2020, ganhou destaque no papel de Dawn Schafer na série da Netflix, The Baby-Sitters Club. A série é baseada em uma série de romances infantis de mesmo nome da autora Ann M. Martin, publicada entre 1986 e 2000. Em dezembro de 2020, foi confirmada no papel de America Chavez no filme, de 2022, Doctor Strange in the Multiverse of Madness, do Universo Cinematográfico Marvel. Também em 2020, Gomez ganhou um Young Artist Awards pela categoria Supporting Teen Artist pelo seu trabalho no filme Shadow Wolves (2019).

## Filmografia

### Filmes
| Ano  | Título                                      | Personagem     |
| ---- | ------------------------------------------- | -------------- |
| 2016 | Interwoven                                  | Garota Vizinha |
| 2019 | Shadow Wolves                               | Chucky         |
| 2020 | Roped                                       | Emma           |
| 2022 | Doctor Strange in the Multiverse of Madness | America Chavez |
| 2026 | The Cat in the Hat                          | (Voz)          |

### Televisão
| Ano  | Título                | Personagem           | Notas                               |
| ---- | --------------------- | -------------------- | ----------------------------------- |
| 2017 | Evil Things           | Jovem Adriana        | Episódio: "The Mask & the Visitor"  |
| 2018 | Matty Paz Is a Noob   | Lily                 | Episódio: "Super Matty-O"           |
| 2018 | Raven's Home          | Jornalista da escola | 2 episódios                         |
| 2019 | You're the Worst      | Garota do eclipse    | Episódio: "The Pillars of Creation" |
| 2020 | Gentefied             | Jovem Ana            | Episódio: "Brown Love"              |
| 2020 | The Baby-Sitters Club | Dawn Schafer         | Papel principal (1ª Temporada)      |

### Curtas-metragem
| Ano  | Título             | Personagem           |
| ---- | ------------------ | -------------------- |
| 2017 | G.I. Jose          | Frida                |
| 2017 | Light As A Feather | Zoe                  |
| 2017 | Jack               | Becky                |
| 2018 | The Wetback        | Teresa               |
| 2018 | By River's Edge    | Delia                |
| 2018 | Boob Sweat         | Francis              |
| 2018 | The Letter         | Marcela              |
| 2018 | Mía                | Lainey               |
| 2018 | Silence of Others  | Garota do playground |
| 2018 | Cazadora           | Violet               |
| 2020 | The Lone Drone     | Sara                 |